# Concepción de Buena Esperanza

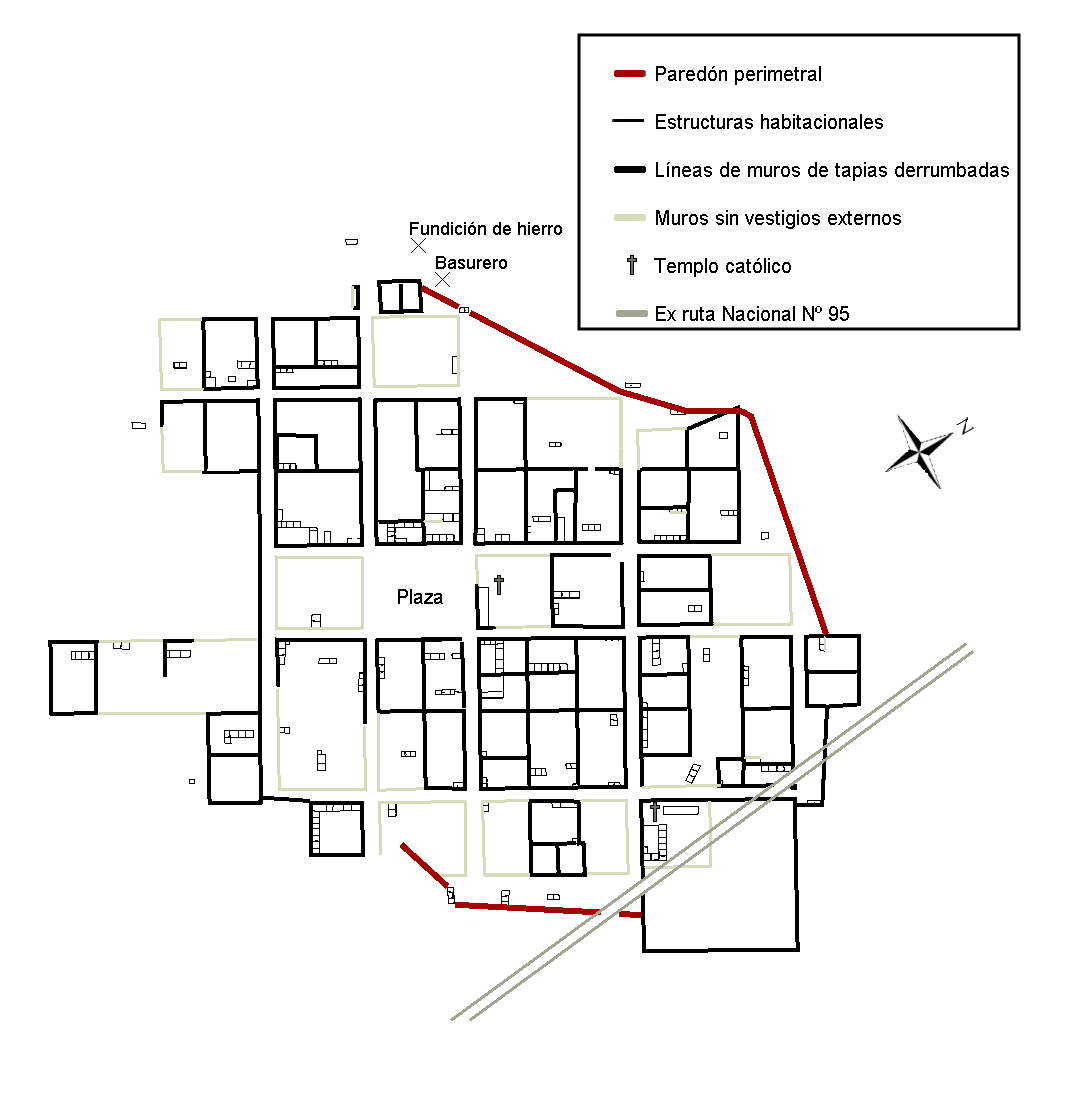
Planta da cidade de Concepción del Bermejo feito a partir do estudo das ruínas do km 75.

Concepción de Buena Esperanza — mais conhecida como Concepción del Bermejo - foi uma cidade do Império Espanhol que existiu entre 1585 a 1632, no território atual da Província do Chaco, Argentina. Sua fundação foi um marco na ocupação mais efetiva dos espanhóis na região do Chaco Austral, território que nunca pode ser subordinado pela Coroa Espanhola embora a Espanha a considerasse sua propriedade. Basta ressaltar que a primeira cidade localizada no Chaco Argentino seria fundada na segunda metade do século XIX.
Sua fundação em 1585 fez parte da mesma corrente que levou às fundações de Buenos Aires, Santa Fé e Corrientes. A cidade nasceu num local estratégico, por ser um dos caminhos indígenas conhecido como Senda macomita que interligava o Chaco Austral a cidade de Assunção e Nossa Senhora de Talavera. A atividade econômica girava em torno do tráfico de mercadorias e especialmente ao sistema de "encomiendas", pela qual os espanhóis submetiam as populações aborígenes às zonas de trabalhos forçado. Essas encomiendas não se encontravam somente em Concepción, mas também em outras populações indígenas conhecidas como Matará e Guacara.
O ânimo guerreiro, o nomadismo e a falta de uma identidade cultural das nações indígenas que ocupavam o chaco fizeram com que a sua adaptação aos novos trabalhos fosse de maneira difícil, assim como sua evangelização. Com o passar do tempo, o ressentimento dos indígenas passou a aumentar, em contrapartida, a defesa de Concepción ficou ao acaso. Em 1631, uma aliança de tribos levou a um ataque sobre matará, cuja defesa estava debilitada, obrigando a uma fuga em massa dos sobreviventes até Corrientes. Durante os anos seguintes houve várias tentativas de repovoamento, porém sem êxito, até que finalmente em 1645 foi dissolvido as chamadas “cabildos”, que eram corporações municipais ligadas à administração, obrigando seus habitantes a morar nas visinhanças de Corrientes. O abandono de Concepción foi um desastre para a linha comercial Paraguai – Tucumán, o que deixou o caminho livre para os ataques indígenas.
Em 1943 Alfredo Martinet descobriu as ruínas de Concepcíon, local que ficou conhecido como “Ruínas do quilômetro 75”, embora tivesse que passar 15 anos para a relação do terreno com a cidade colonial e mais 13 anos para uma investigação formal sob a responsabilidade do historiador Eldo Morresi confirme a tal conclusão. A principal razão na demora das pesquisas foi a distância do acampamento ao rio Bermejo, em cujas margens se supôs erroneamente a localização do povoado.

## Aspecto Geográfico

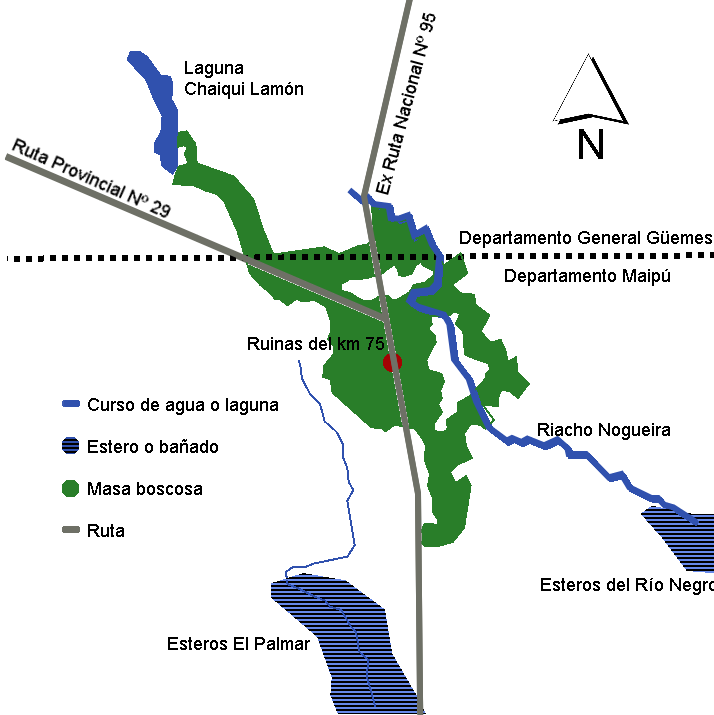
Mapa de um setor de aproximadamente 10 km em redor das ruínas do km 75, feito em 1971.

Com o estudo das Ruínas do km 75 se pode estabelecer definitivamente que Concepción del Bermejo esteve localizada a uma distância de aproximadamente 60km a oeste do rio Bermejo, localizado nas coordenadas 26° 08' S 60° 19' O. O sítio localiza-se num local conhecido como “O desterro”, ao norte do Departamento Maipú (Jurisdição do município de Três Isletas), e apenas 2km do limite com o Departamento General Güemes.